# Tetrakis(dimethylamino)titan
Tetrakis(dimethylamino)titan (TDMAT) ist eine chemische Verbindung, die z. B. bei der Halbleiterherstellung mit der metallorganischen chemische Gasphasenabscheidung (englisch metal organic chemical vapour deposition, MOCVD) eingesetzt wird. Formal ist es das Tetrakis(dimethylamid) der Orthotitansäure mit der Konstitutionsformel [(CH3)2N]4Ti. Es lässt sich durch Umsetzung von Titan(IV)-chlorid mit Lithiumdimethylamid herstellen.

## Eigenschaften und Sicherheitshinweise
Die brennbare Substanz besitzt einen fischartigen Geruch und ist wegen des niedrigen Flammpunktes (je nach Quelle zwischen −30 °C und 87 °C) leicht entzündlich. Mit Wasser – schon aus der Luft – zersetzt sich TDMAT unter heftiger Reaktion.
Beim Einatmen der Substanz wirkt diese extrem schädigend auf Atemwege, beim Kontakt mit Haut und Augen ätzend. Daneben können Symptome wie Husten, Atemnot, Kopfschmerzen, Übelkeit und Erbrechen auftreten.

## Verwendung
TDMAT wird in der Methode der chemischen Gasphasenabscheidung (CVD) als gasförmiges Edukt eingesetzt. Während der Reaktion bildet sich auf einem Substrat der gewünschte, extrem harte Überzug aus Titannitrid (TiN). Der Vorteil gegenüber anderen Edukten wie Titan(IV)-chlorid (TiCl4) liegt in der Möglichkeit, die Reaktionstemperatur auf ~ 450 °C zu reduzieren, während bei TiCl4 Temperaturen > 900 °C benötigt werden.